# Freimut Seidel
Freimut Seidel (* 31. Januar 1934 in Klein Neundorf bei Görlitz) ist ein ehemaliger deutscher Diplomat. Er war Botschafter der DDR in Libyen und in der Volksdemokratischen Republik Jemen (VDRJ).

## Leben
Seidel besuchte die Oberschule und legte 1952 das Abitur ab. 1952/53 diente er freiwillig in der KVP. 1953/54 studierte er Slawistik an der Friedrich-Schiller-Universität Jena, dann von 1954 bis 1960 am Institut für Internationale Beziehungen in Moskau mit dem Abschluss als Diplom-Staatswissenschaftler.
1961 trat Seidel in den diplomatischen Dienst der DDR und war bis 1964 Mitarbeiter der Dritten Außereuropäischen Abteilung (Arabischer Länder) im Ministerium für Auswärtige Angelegenheiten der DDR. Von 1964 bis 1966 war er Vizekonsul, dann 1966/67 Konsul am Generalkonsulat in Kairo. Von 1967 bis 1973 war Seidel Mitarbeiter der Abteilung Internationale Verbindungen des ZK der SED und wurde 1967 Leiter der Dolmetschergruppe des ZK. Von 1973 bis 1975 war er Geschäftsträger (Botschaftsrat) im Iran. Von September 1975 bis November 1981 wirkte Seidel als Botschafter der DDR in Tripolis. Von 1981 bis 1986 war er erneut Mitarbeiter der Abteilung Internationale Verbindungen des ZK der SED. Von April 1986 bis 1989 war er Botschafter der DDR in Aden (VDRJ). 1989/90 war Seidel wissenschaftlicher Mitarbeiter bei einem der stellvertretenden Außenminister der DDR.
Seidel ist heute Mitglied im Beirat der Deutsch-Jemenitischen Gesellschaft und deren Vertreter in Berlin.

## Auszeichnungen
- Verdienstmedaille der DDR
- Vaterländischer Verdienstorden in Bronze (1979)